# Laurent Lasne
Laurent Lasne, né le 2 mai 1958 à Paris, est un journaliste, éditeur et écrivain français. Il a été journaliste puis rédacteur en chef du magazine Participer (mensuel de la Confédération des Scop) pendant dix ans (1993-2003). Les ouvrages qu'il a publiés par la suite témoignent de son intérêt pour l'histoire sociale et le sport. Il est le père du footballeur français Paul Lasne, ainsi que de Basile Lasne. 

## Journaliste
Après avoir travaillé dans l'édition comme correcteur indépendant, chef de fabrication aux éditions Doin et formateur, il s'oriente vers le journalisme au sein de la Confédération Générale des Scop.
En dix ans, il publie plus d'une centaine d'articles et participe à des colloques sur les coopératives de production, l'économie sociale et la participation,.
Considéré comme un spécialiste de l'histoire des Scop, il fait paraître Un siècle de coopération (2000), un document synthétique qui retrace l'épopée des Scop tout au long du XXe siècle. Intéressé par toutes les formes de coopération, il publie plusieurs articles sur des pratiques coopératives innovantes, notamment au Japon, en Italie, en Allemagne, et en 1999 il se rend à Québec pour couvrir le congrès de l'ACI (Alliance Coopérative Internationale).
Au cours des années 1990, il fait également partie du groupe des journalistes européens experts de l'économie sociale sous l'égide de la Cecop (Confédération européenne des coopératives de travail, Bruxelles).

## Éditeur
En 2004, il crée les Éditions le Tiers Livre (ETL). Maison d'édition indépendante, ETL se fait d'abord connaître en publiant des monographies sur les Scop ou des ouvrages d'analyse du mouvement coopératif. Sa ligne éditoriale s'est ensuite élargie par des études sur la participation avec De Gaulle, une ambition sociale foudroyée (2009) qui rappelle la genèse de la philosophie sociale du général de Gaulle, ainsi que des essais autour du sport, en particulier sur le football et le rugby.

## Écrivain
Nourri par son expérience journalistique, il publie de nombreux livres sur les coopératives, entre autres l'Histoire des Scop de Paca (2004), la Tentation de Samarez (2006), Liberté, égalité, solidarités (2009), cycle qu'il clôt par un court traité sur l'histoire politique de l'économie sociale et solidaire des trente dernières années, Traité d'économie sociale à l'usage des malentendants (2009).
Deux ans plus tard, il fait paraître Mémoires d'un goujat, une biographie de l'ouvrier maçon Antoine Cohadon, l'une des figures populaires du mouvement coopératif du XIXe siècle.
Ce travail historique sur le mouvement social le conduit à consacrer une biographie à Jean Jaurès, Des idées dans les poings aux éditions du Rocher (2014),, récit qui « s'appuie sur une enquête sérieuse, sur des lectures vastes et étendues, sur une réflexion personnelle ».
En septembre 2015, il publie Uber, la prédation en bande organisée, ouvrage dénonçant le modèle économique de la plateforme Uber basé, selon l'auteur, sur la précarité et sur une concurrence sauvage imposée aux acteurs du transport de personnes,, en particulier aux taxis, secteur auquel il a consacré une étude, Taxis, paris solidaires - une histoire coopérative du taxi parisien et du groupement Gescop (2007).
Laurent Lasne est aussi un passionné de sport. Il a publié Football über alles (2006), une anthologie des rencontres franco-allemandes de football, puis une biographie de Jules Rimet, Jules Rimet, la foi dans le football (2008). Il a également exploré les origines de l'ovalie dans le sud-ouest avec Rugby landais, origines, bourre-pifs et apothéose (2013).
Ces textes sur le sport lui valent une reconnaissance médiatique. Il intervient régulièrement dans Bienvenue au club sur Europe1, une émission d'échanges sur l'actualité du football le lundi soir et, sur la même antenne, il participe aussi aux émissions quotidiennes lors des coupes du monde 2010 et 2014.
De janvier à juin 2011, il anime la chronique L'esprit du sport dans le cadre de l'émission Bienvenue chez Basse sur Europe1 et en 2013, il est chroniqueur dans l'émission Le temps de le lire sur Sport365. Depuis novembre 2016, il participe également au Clasico sur France Info.
Au printemps 2014, son texte Football brésilien, l'invention d'un style, annonce la déroute de la Seleçao lors du Mondial 2014,. L'année suivante, il fait paraître Pier Paolo Pasolini, le geste d'un rebelle, qui obtiendra en 2016 le prix du document décerné par l'Association des écrivains sportifs. 
En juillet 2018, pendant la coupe du monde de football, il est l'un des intervenants, au côté d'Éric Naulleau, dans l'émission de Thomas Hugues sur la chaîne "L'Équipe" ("L'Équipe de Thomas" du 4 juillet 2018). 
Le 2 novembre 2020, l'ouvrage de Laurent Lasne "Lev Yachine, un roman soviétique" paraît aux Éditions Le Tiers Livre et Arbre Bleu

## Ouvrages
- L'Île aux chiens, A. Val-Arno ed., 1988,  (ISBN 978-2-906742-01-7).
- Une épopée coopérative dans le siècle, Scopedit, 1998,  (ISBN 978-2-951084-01-8).
- Un siècle de coopération (1900-2000), Scopedit, 2001. Numéro spécial de Participer, no 582.  (ISSN 1264-949X).
- Géomètres et arpenteurs d'utopie, Scopedit, 2002,  (ISBN 978-2-951084-05-6).
- L'histoire des Scop de PACA, le Tiers Livre, 2004,  (ISBN 978-2-952195-10-2).
- La tentation de Samarez, le Tiers Livre, 2006,  (ISBN 978-2-952195-11-9).
- Football über alles, le Tiers Livre, 2006,  (ISBN 978-2-952195-12-6).
- Taxis paris solidaires, le Tiers Livre, 2007,  (ISBN 978-2-952195-13-3).
- Jules Rimet, la foi dans le football, le Tiers Livre, 2008,  (ISBN 978-2-952195-15-7).
- Traité d'économie sociale à l'usage des malentendants le Tiers Livre, 2009,  (ISBN 978-2-952195-17-1).
- Liberté, égalité, solidarités, patrimoine de la Creuse ed., 2009, médaille du département de la Creuse,  (ISBN 978-2-952801-74-4).
- De Gaulle, une ambition sociale foudroyée, le Tiers Livre, 2009,  (ISBN 978-2-952195-18-8).
- Et maintenant?, le Tiers Livre, 2010,  (ISBN 978-2-952195-19-5).
- Mémoires d'un goujat, le Tiers Livre, 2011,  (ISBN 978-2-918822-00-4).
- L'Union des forgerons, un siècle de fer et de feu, le Tiers Livre, 2012,  (ISBN 978-2-918822-01-1).
- Rugby landais, origines, bourre-pifs et apothéose, le Tiers Livre, 2013,  (ISBN 978-2-918822-03-5).
- Les charpentiers de Paris, le Tiers Livre, 2013,  (ISBN 978-2-951084-05-6).
- Le roman de Jaurès, des idées dans les poings, éditions du Rocher, 2014,  (ISBN 978-2-268076-26-3).
- Football brésilien, l'invention d'un style, le Tiers Livre, 2014,  (ISBN 978-2-918822-05-9).
- Eté 1914, le Tiers Livre, 2014,  (ISBN 978-2-918822-06-6).
- Uber, la prédation en bande organisée, le Tiers Livre, 2015,  (ISBN 978-2-918822-08-0).
- Pier Paolo Pasolini, le geste d'un rebelle, le Tiers Livre, 2015. Prix du document 2016,  (ISBN 978-2-918822-07-3).
- STPEE, l'étincelle coopérative, le Tiers Livre, 2017,  (ISBN 978-2-918822-09-7).
- Sous les cendres de Vichy, le Tiers Livre, 2018,  (ISBN 978-2-918822-10-3).
- Face aux barbares, le Tiers Livre, 2018,  (ISBN 978-2-918822-11-0).
- Lev Yachine, un roman soviétique, le Tiers Livre, 2020  (ISBN 9782918822127).